# Паебоя
Паебоя (ест. Paeboja) — село в Естонії, входить до складу волості Риуге, повіту Вирумаа.